# Seminole (Floryda)
Seminole – miasto w Stanach Zjednoczonych, w stanie Floryda, w hrabstwie Pinellas.